# Cinémacrophonographe
 (décembre 2018).
Si vous disposez d'ouvrages ou d'articles de référence ou si vous connaissez des sites web de qualité traitant du thème abordé ici, merci de compléter l'article en donnant les références utiles à sa vérifiabilité et en les liant à la section « Notes et références ».
En 1899, un système de projection connu sous le nom de Cinémacronophonographe (aussi connu sous le nom de Cinemacrophonographe et Phonorama), basé sur le travail de l'inventeur suisse François Dussaud, fut exposé à Paris. Ce dispositif ressemblait au kinétophone, il ne projetait de film que pour un usage individuel.
Dussaud inventa également un dispositif permettant de transmettre le son à distance par le biais d'écouteurs téléphoniques disposés dans la foule.